# Herzogenburg
Herzogenburg osztrák város Alsó-Ausztria St. Pölten-i járásában. 2024 januárjában 7963 lakosa volt.

## Elhelyezkedése

Herzogenburg a Sankt Pölten-i járásban

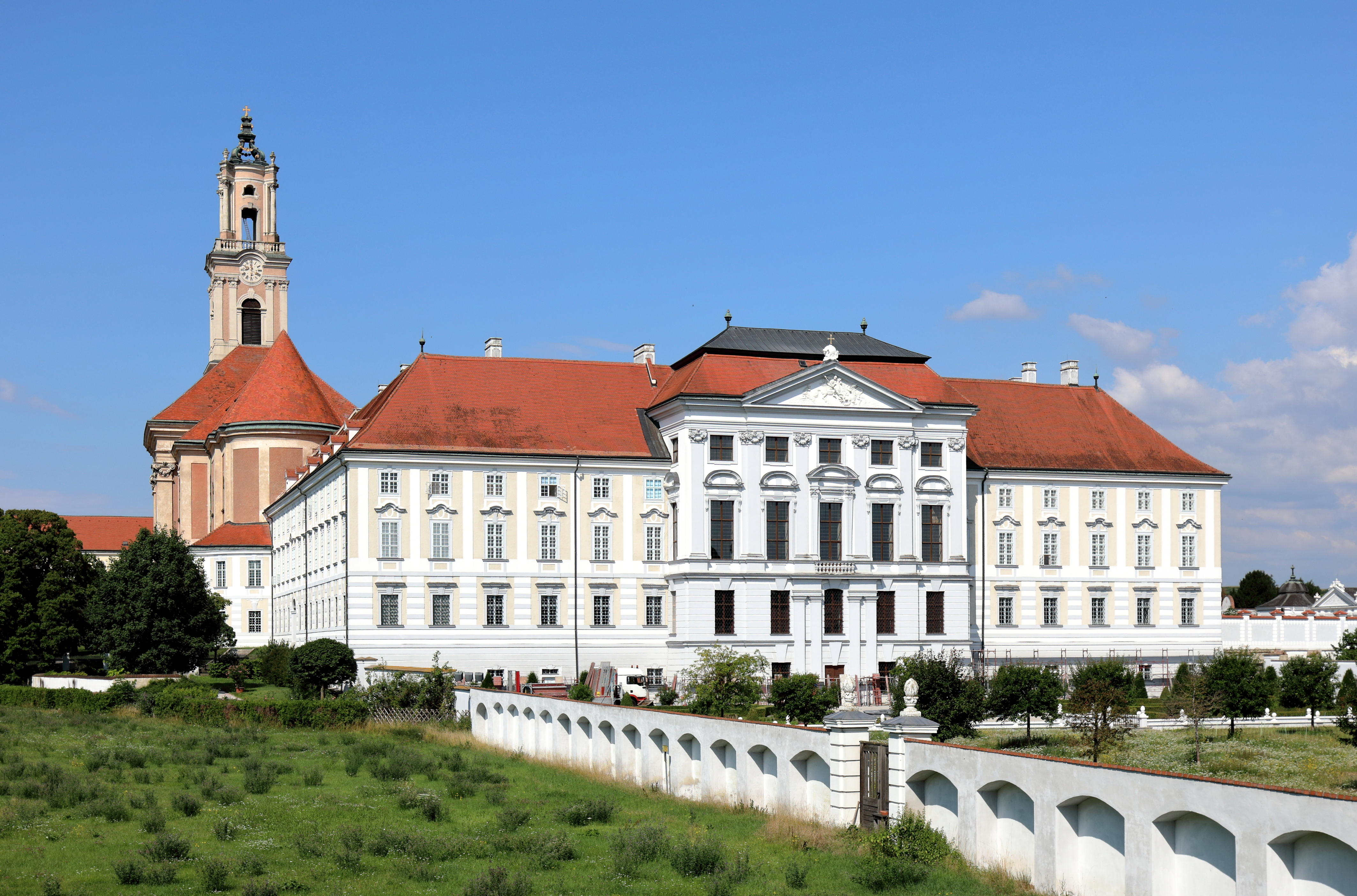
A herzogenburgi apátság és temploma

A heiligenkreuzi kastély

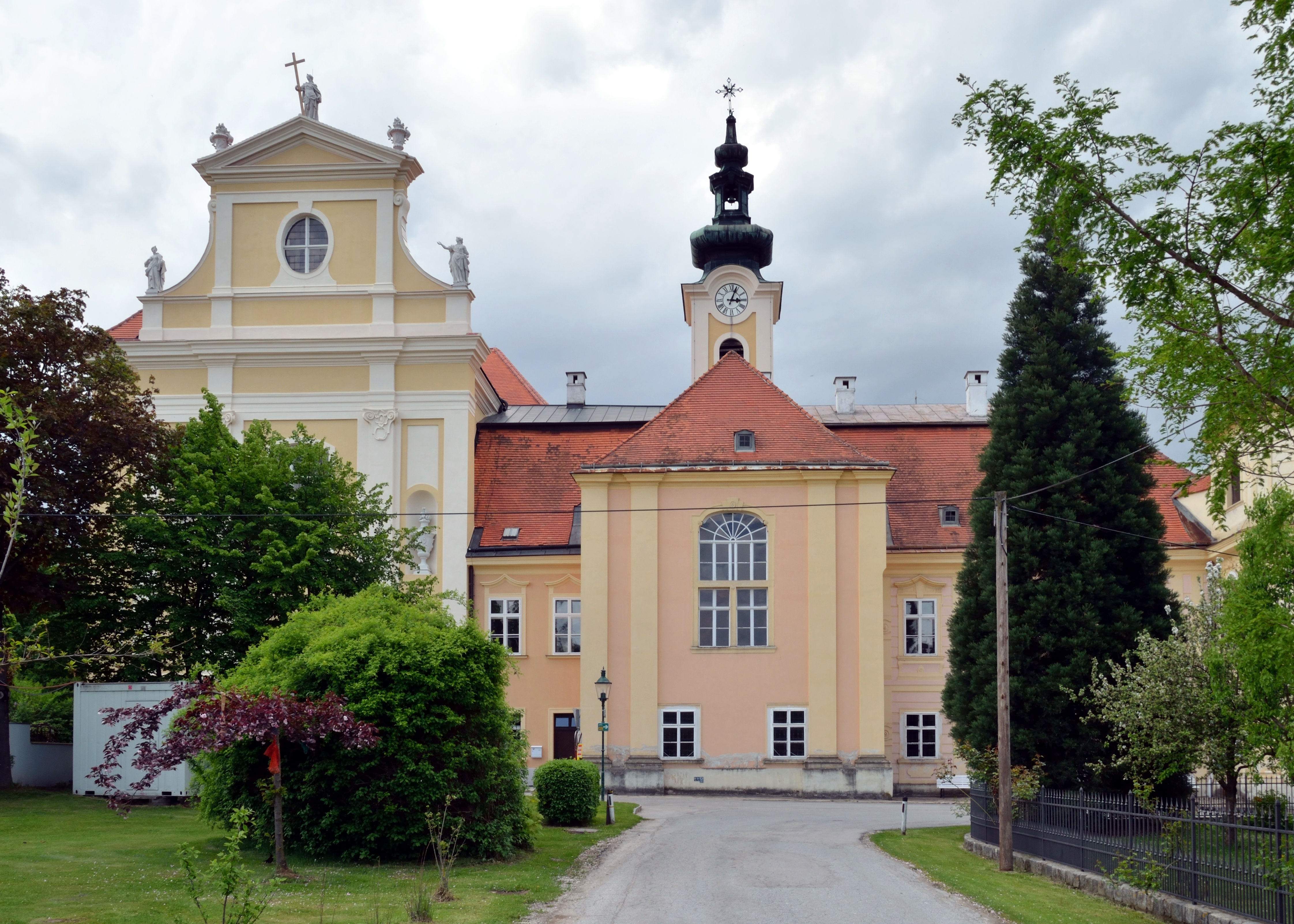
A Mária mennybevétele-plébániatemplom

Herzogenburg a tartomány Mostviertel régiójában fekszik a Traisen folyó mentén. Területének 29,2%-a erdő, 53,9% áll mezőgazdasági művelés alatt. Az önkormányzat 17 települést egyesít: Adletzberg (74 lakos 2024-ben), Angern (143), Ederding (69), Einöd (242), Gutenbrunn (151), Heiligenkreuz (21), Herzogenburg (3236), Oberhameten (27), Oberndorf in der Ebene (2035), Oberwinden (235), Ossarn (811), Pottschall (4), St. Andrä an der Traisen (622), Unterhameten (33), Unterwinden (155), Wielandsthal (97) és Wiesing (8).
A környező önkormányzatok: északra Paudorf, északkeletre Nußdorf ob der Traisen, keletre Inzersdorf-Getzersdorf, délkeletre Herzogenburg, délnyugatra Obritzberg-Rust, nyugatra Wölbling.

## Története
Herzogenburg a mai formájában a 19. században alakult ki két település, az ún. alsóváros (Untere Markt) és felsőváros (Obere Markt) összenövéséből. 870 körül a helyén II. Vilmos és I. Engelschalk pannóniai őrgrófok erődöt alapítottak a területén, innen kapta "hercegek vára" jelentésű nevét is. A régebbi, már 1100-ban mezővárosi jogokat kapott alsóváros a 11. században a Babenbergeké volt, akik a 12. század végén átadták a bajorországi formbachi bencés apátságnak; az övé is maradt egészen 1803-ig. A főteret (Rathausplatz) 1230 előtt alakították ki; az itt álló reneszánsz ház 1687-ben lett az apátság hivatali épülete.
A Herzogenburg auf der Widennek nevezett felsőváros egy 1014-ben alapított templom körül alakult ki és a passaui püspöké volt. 1244-ben Rüdiger püspök az állandó árvízveszély miatt Herzogenburgba költöztette a St. Georgen an der Traisenben 1112 előtt alapított ágostonos kanonokok kolostorát. 1548-ban a felsőváros is mezővárossá vált.
1421-ben V. Albert herceg rendelete alapján 17 ausztriai városból, köztük Herzogenburgból is kiűzték a zsidókat. A harmincéves háború, valamint Bécs 1529-es és 1683-as török ostromakor a portyázó hadseregek kifosztották a környéket, de Herzogenburgot egyik alkalommal sem tudták elfoglalni. 1714-ben elkezdték az ágostonos apátság barokk stílusú átépítését.
1808-ban az alsóvárost és a felsővárost egyesítették. Az 1848-as forradalmat követően megszűnt a feudális birtokrendszer és megalakult Herzogenburg önkormányzata, polgármestert is választottak. 1880-ban ide költözött a Gebrüder-Grundmann-Werke lakatgyár, amely 1914-re a Monarchia legnagyobb ilyen profilú üzemévé fejlődött és sokat tett a település gazdasági fejlődéséért.
1927-ben Herzogenburgot városi rangra emelték. A második világháború idején a kolostortól északra a német légierő légibázist létesített; emiatt és a Grundmann-művek miatt a város a szövetséges bombázások célpontjává vált. 1944 közepétől 1945 tavaszáig magyar zsidó kényszermunkásokat (főként nőket) alkalmaztak a helyi betongyárban. 1945 áprilisában heves harcokra került sor, amelyeknek egy szovjet katonai temető állít emléket.
1967-tól kezdve a környező községeket beolvasztották a városi önkormányzatba. A folyamat Ederdinggel kezdődött és St. Andrä an der Traisennel és Gutenbrunnnal fejeződött be 1971-ben, amikor a döntés idején ismeretlenek tiltakozásul rálőttek a városházára.

## Lakosság
A herzogenburgi önkormányzat területén 2024 januárjában 7963 fő élt. Lakosságszáma 1939 óta enyhén gyarapodó tendenciát mutat. 2022-ben az ittlakók 87,3%-a volt osztrák állampolgár; a külföldiek közül 0,7% a régi (2004 előtti), 3,2% az új EU-tagállamokból érkezett. 4,8% a volt Jugoszlávia (Horvátország és Szlovénia kivételével) vagy Törökország; 4% egyéb ország polgára volt. 2001-ben a lakosok 76,2%-a római katolikusnak, 1,8% evangélikusnak, 0,3% ortodoxnak, 8,9% mohamedánnak, 9,9% pedig felekezeten kívülinek vallotta magát. Ugyanekkor 22 magyar élt a városban; a legnagyobb nemzetiségi csoportot a németek (89,4%) mellett a törökök alkották 8,5%-kal.
A népesség változása:

| 2016 | 7 734 |
| 2018 | 7 771 |

## Látnivalók
- a herzogenburgi apátság
- a gutenbrunni kastély

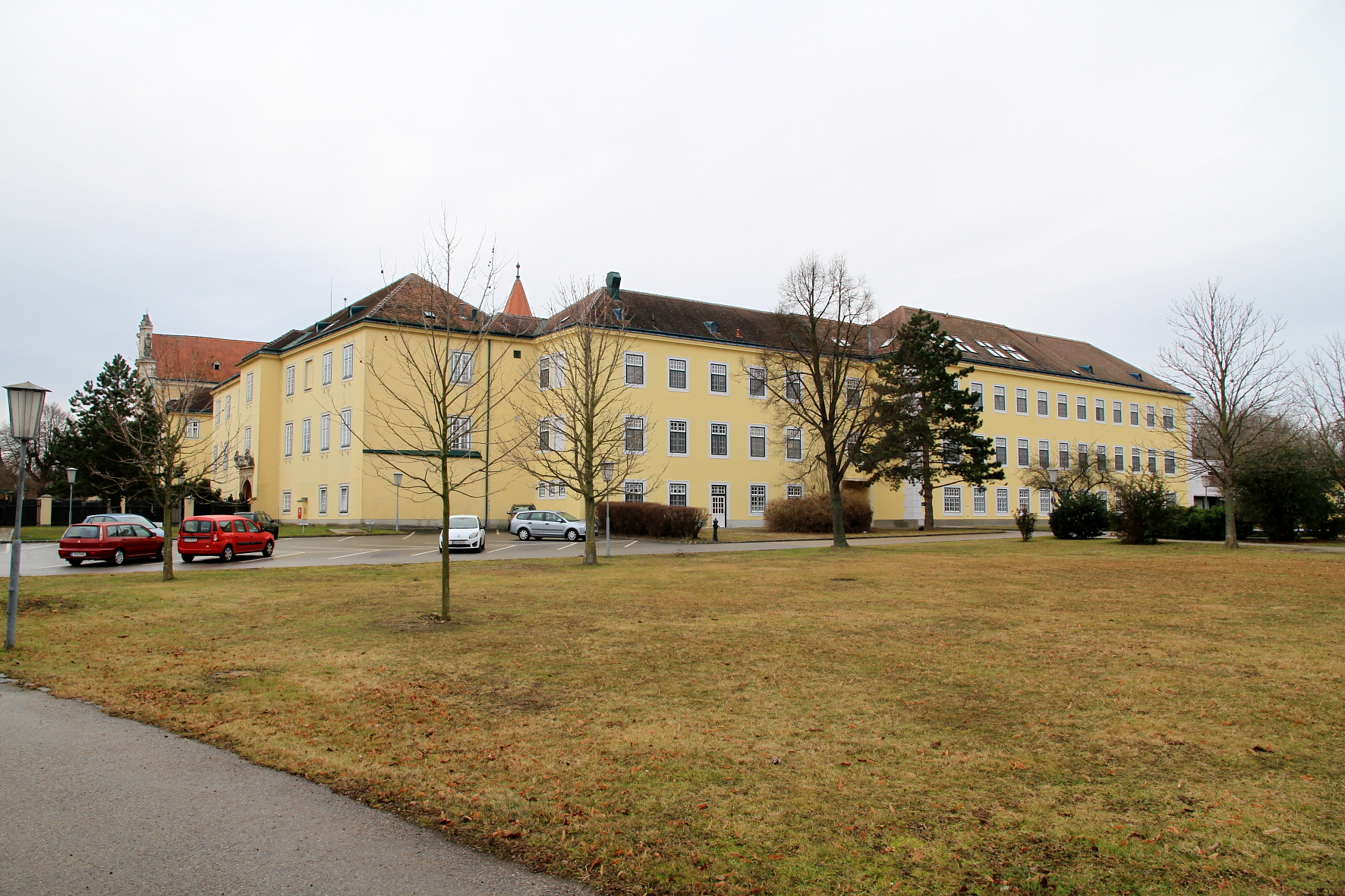
A volt St. Andrä-i kolostor

- a heiligenkreuzi kastély és a vele egybeépült Mária mennybevétele-plébániatemplom
- a St. Andrä an der Traisen-i egykori ágostonos kolostor (ma idősek otthona)
- a St. Andrä-i Szt. András-plébániatemplom (volt apátsági templom)